# Reginald Campbell Thompson
Reginald Campbell Thompson (South Kensington, 21 août 1876-Londres, 23 mai 1941) est un archéologue et assyriologue britannique.

## Biographie

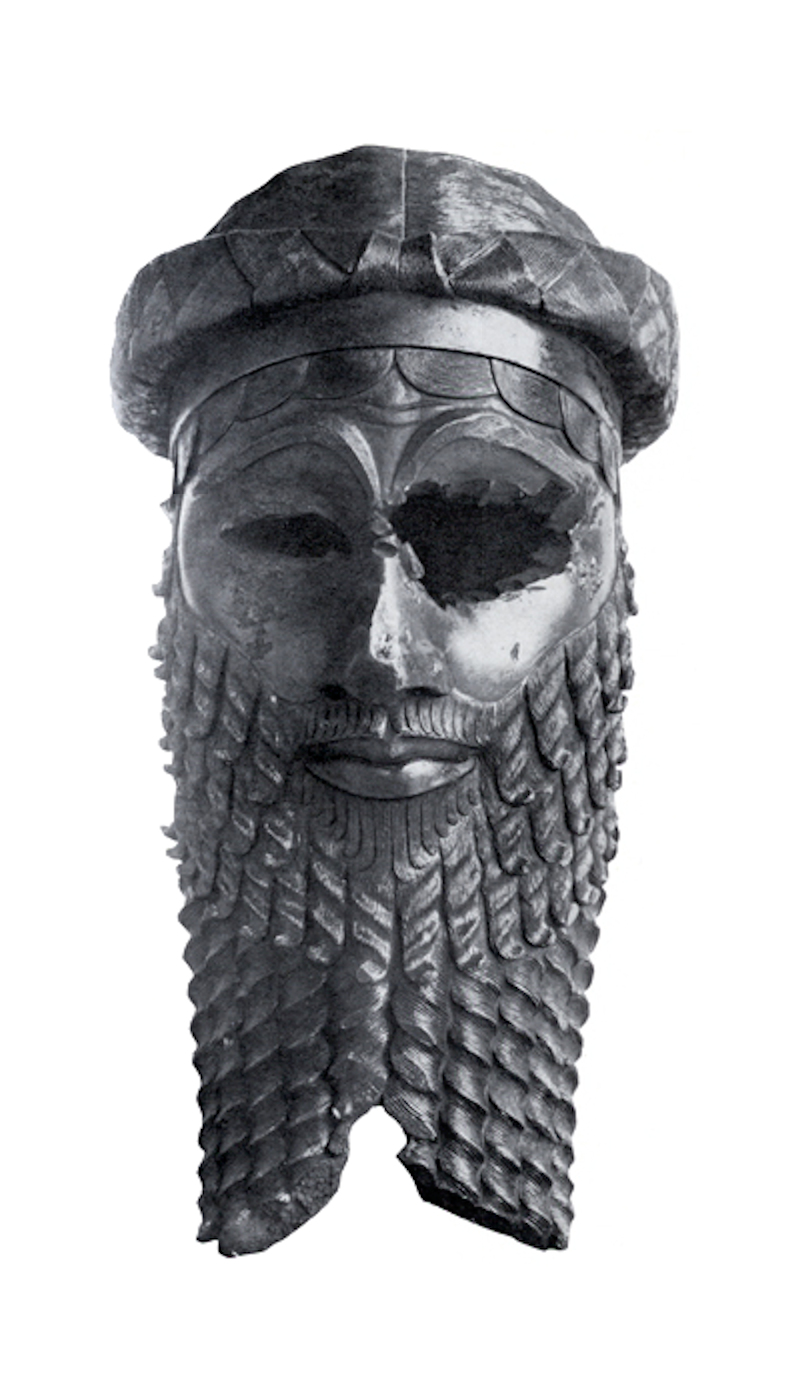
Tête en bronze découverte à Ninive par l'équipe de Reginald Campbell Thompson.

Il est l'aîné de cinq enfants (4 garçons, une fille).
Assistant au British Museum, il collabore dès 1904 au chantier de Ninive avec Leonard William King et en déblaie toutes les ruines d'une manière scientifique avant la fermeture du site l'année suivante.
Avec David Hogarth, il participe en 1914 aux fouilles de Karkemish en Syrie comme chef de travaux conjointement avec T.E. Lawrence. Capitaine de l'Intelligence Corps à Bagdad, il commence en 1918 des travaux à Ur et Eridu. En 1927, il obtient la réouverture du site de Ninive.
Agatha Christie lui dédicace ainsi qu'à son épouse Le Couteau sur la nuque après lui avoir rendu visite avec son mari à Ninive en 1931.

## Travaux
- The Devils and Evil Spirits of Babylonia, 2 vol., 1903-1904
- Semitic Magic: its Origins and Development, 1908
- A Pilgrim's Scrip, 1915
- A Century of Exploration at Niniveh, 1929